# Denys Panassiouk
Denys Kharitonovytch Panassiouk (en ukrainien : Денис Харитонович Панасюк ), né en mai 1900 à Hanschyna et mort le 8 juin 1984 à Kiev, est un avocat et homme politique soviétique ukrainien. Il est député de la 35e convocation du Soviet suprême de l'URSS et membre du Comité central du Parti communiste de 1954 à 1966. De 1947 à 1953, il est ministre de la Justice de la République socialiste soviétique d'Ukraine et, d'août 1953 à février 1963, son procureur général (alors subordonné au procureur général de l'Union soviétique (en)).